# Leon Tuck
Leon Parker Tuck (25. května 1891, Winchester, Massachusetts – 2. září 1953, Boston, Massachusetts) byl americký reprezentační hokejový obránce.
S reprezentací USA získal jednu stříbrnou olympijskou medaili (1920).

## Úspěchy
- Stříbro na Letních olympijských hrách – 1920